# Rustavi 2
Rustavi 2 (en georgiano: რუსთავი 2, romanizado: Rustavi 2, "Rustavi ori") es un canal de televisión privado de Georgia con sede en Tiflis. Fue fundado en 1994 en la ciudad de Rustavi.
Es un miembro asociado de la Unión Europea de Radiodifusión. Sus noticiarios tiene oficinas y periodistas regionales en las ciudades más importantes del país (Kutaisi, Batumi, Gori, Poti, Zugdidi) con corresponsales permanentes en Washington D. C., Bruselas y Moscú.

## Historia
Fue fundado en 1994, iniciando emisiones el 1 de junio de 1994 y ha tenido una posición contraria al gobierno de Eduard Shevardnadze. Un año después, el canal cerró supuestamente por perder su licencia de transmisión. Las autoridades georgianas intentaron muchas veces cerrar Rustavi 2. Giorgi Sanaia, un reconocido periodista del país que trabajaba para el canal, fue asesinado en julio de 2001. Este caso fue considerado como una matanza política relacionado con su programa Mensajero nocturno e investigaciones de alegatos de corrupción gubernamental. En octubre del mismo año, la redada que hizo la policía georgiana a las oficinas del canal causó indignación pública y originó protestas masivas contra la presión del gobierno contra los medios independientes que obligó a Eduard Shervardnadze a despedir a todo su gabinete. 
El 15 de marzo de 2003, coincidiendo con el lanzamiento de su canal hermano Imedi, Rustavi 2 presentó un nuevo logotipo compuesto por un número 2 abstracto en zigzag de color bronce y con efectos degradados.
Rustavi 2 fue el principal medio de comunicación masivo usado como portavoz de los líderes de la oposición durante la Revolución de las Rosas en noviembre de 2003.
El 25 de diciembre de 2009, para celebrar su 15º aniversario, Rustavi 2 adoptó un nuevo logotipo durante su especial de Navidad.

## Imagen corporativa

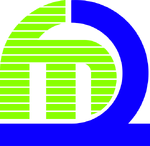
1994 - 1996
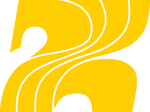
1996 - 2003
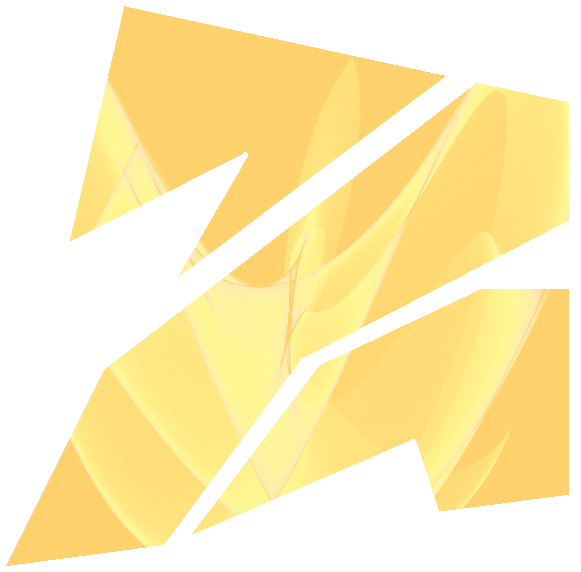
2003 - 2009
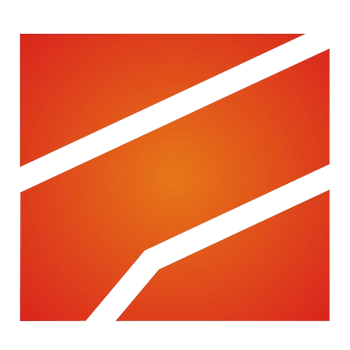
2009 - 2014, 2017 - actualidad
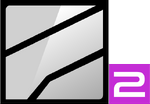
2014 - 2017